# Andrea Vagn Jensen
Andrea Vagn Jensen (født 22. august 1965 i Odder) er en dansk skuespillerinde, datter af Erik og Jonna Vagn Jensen og mor til Harald Toksværd. Hun har haft mindre biroller på film og er mest kendt for sin rolle i TV 2-serien Strisser på Samsø, hvor hun spillede overfor Lars Bom. Hun spillede ligeledes med i DR2-serien Mit liv som Bent og TV 2s julekalender Jesus & Josefine. Hun var desuden vært på DR-programmet Nu er det nu.

## Udvalgt filmografi

### Spillefilm
| År   | Titel                        | Rolle                   | Noter |
| ---- | ---------------------------- | ----------------------- | ----- |
| 1994 | To mand i en sofa            | Birgitte                |       |
| 1997 | Det store flip               | Tine                    |       |
| 1999 | Dødelig drift                |                         |       |
| 2001 | Ørkenes juvel                | Mor, Bents søster       |       |
| 2005 | Store planer                 | Susanne                 |       |
| 2005 | Bag det stille ydre          | Marianne                |       |
| 2006 | Bubbles                      | Andrea                  |       |
| 2006 | Rene hjerter                 | Vera                    |       |
| 2009 | Headhunter                   | Anne Louise Sieger      |       |
| 2009 | Kærestesorger                | Jonas' mor              |       |
| 2009 | Vølvens forbandelse          | Valdemars og Silles mor |       |
| 2014 | Klassefesten 2 - Begravelsen | Jette                   |       |
| 2016 | Klassefesten 3 - Dåben       | Jette                   |       |

### Serier
| År      | Titel             | Rolle                         | Noter         |
| ------- | ----------------- | ----------------------------- | ------------- |
| 1997-98 | Strisser på Samsø | sekretæren Ulla Snedker       |               |
| 1998    | Karrusel          | luderen Linda                 |               |
| 2000-01 | Skjulte spor      | Helena Sølvberg               |               |
| 2001    | Mit liv som Bent  | den studerende Ulla Karin     |               |
| 2002    | Plan B            | Vera, Marcus Aulin's sekretær |               |
| 2002-03 | Nikolaj og Julie  | pædagog                       | afsnit 4 & 6  |
| 2003    | Jesus og Josefine | Loise, Josefines mor          | julekalender  |
| 2005    | Oskar og Josefine | Loise, Josefines mor          | julekalender  |
| 2013-18 | Badehotellet      | frøken Duelund                |               |
| 2014    | 1864              | socialrådgiver                |               |
| 2014    | Dicte             | Louise Holm                   | anden sæson – |
| 2016-19 | Bedrag            | Hanne Schandorff              | afsnit 3      |
| 2017-18 | Perfekte Steder   | Ellen                         |               |
| 2018    | Kriger            | Grethe                        |               |
| 2018    | Advokaten         | Blanka                        |               |

### TV
| År      | Titel        | Rolle | Noter |
| ------- | ------------ | ----- | ----- |
| 2000-01 | NU er det NU | Vært  |       |